# ワフー (SS-565)
|          |                                                   |
| 艦歴     |                                                   |
| 発注     |                                                   |
| 起工     | 1949年10月24日                                    |
| 進水     | 1951年10月16日                                    |
| 就役     | 1952年5月30日                                     |
| 退役     |                                                   |
| その後   | スクラップとして売却                              |
| 除籍     | 1983年7月15日                                     |
| 性能諸元 |                                                   |
| 排水量   | 水上 1,560トン、水中 2,260トン                    |
| 全長     | 269 ft 2 in                                       |
| 全幅     | 27 ft 2 in                                        |
| 吃水     | 17 ft (5.2 m)                                     |
| 機関     |                                                   |
| 最大速   | 水上15.5ノット (29 km/h) 水中18.3ノット (34 km/h) |
| 乗員     | 士官、兵員83名                                    |
| 兵装     | 21インチ魚雷発射管8門                             |

ワフー (USS Wahoo, SS-565) は、アメリカ海軍の潜水艦。タング級潜水艦の1隻。艦名はフロリダから西インド諸島にかけて生息するダークブルーの体色を持つ食用魚カマスサワラに因む。その名を持つ艦としてはガトー級潜水艦27番艦(SS-238)以来4代2隻目。初代戦没直後にテンチ級潜水艦で2代目(SS-518)と3代目(SS-516)が相次いで計画されたが、終戦に伴いキャンセルされた。

## 艦歴
ワフーは1949年10月24日にメイン州キタリーのポーツマス海軍造船所で起工した。1951年10月16日にハリー・W・ヒル夫人によって命名、進水し、戦没者追悼記念日である1952年5月30日に艦長ユージン・P・ウィルキンソン中佐の指揮下就役する。
英領西インド諸島での整調およびポーツマス海軍造船所での整調後修理の後、ワフーは1952年12月1日に母港の真珠湾に向けて出航した。コネチカット州ニューロンドンでの停泊後、パナマ運河地帯へ移動しパナマ運河を通過、続いてカリフォルニア州サンディエゴで停泊し、オアフ島への航海を継続した。1953年の大半はハワイ訓練海域での訓練および評価演習に費やされ、さらに水上艦および航空部隊の対潜水艦戦訓練において標的艦として支援を行った。
1954年1月、ワフーは太平洋西部で第7艦隊に加わり最初の西太平洋配備に就く。およそ6ヶ月の間、ワフーは第7艦隊の艦艇と共に様々な訓練に従事し、更に極東の港を訪問した。6月に真珠湾に帰還し、最初のオーバーホールを経験した後ハワイ諸島において沿岸活動を再開した。1955年3月、多忙な訓練スケジュールから離れタヒチを訪問する。この巡航を終えるとハワイでの任務を再開したが、11月に2度目の第7艦隊配備に赴く。ワフーは香港、台湾の高雄、グアムのアプラ港、日本の横須賀、フィリピンのスービック湾を訪問した。1956年5月に配備を完了し、真珠湾に帰還後は沿岸での活動および訓練演習を再開した。
通常任務は4月に中断され、オーバーホールが行われた。作業は1957年10月まで行われ、11月にワフーはタヒチへの整調巡航を行う。ハワイ帰還直後、真珠湾を出港し西太平洋に向かう。極東での半年に及ぶ配備の大半は通常の訓練作戦および各国の港に対する親善訪問で占められた。1958年6月に真珠湾に帰還すると、ワフーは第1潜水戦隊における運用・管理上の優秀さが証明され、戦闘効率賞を受賞した。ハワイ諸島における任務の大半は訓練任務に費やされた。11月に真珠湾海軍造船所で2ヶ月間の修理が行われ、作業が完了すると1959年1月に沿岸での活動を再開した。
6月、ワフーは第1潜水戦隊から第7潜水戦隊に転属となる。7月に再び極東に向けて出航した。再び訓練演習において対潜水艦戦の標的艦を演じ、いくつかの艦隊演習に参加した。1960年初めにオアフ島に帰還し、2ヶ月間の通常任務後真珠湾海軍造船所で広範囲オーバーホールが行われた。作業は8月後半に完了し、回復訓練の後ハワイ諸島における通常任務を再開した。
1961年初めの3ヶ月間は通常任務に従事し、3月末にバッテリーの交換作業が行われた。4月後半に再び海外配備の準備に入る。5月22日、ワフーは真珠湾を出航し西へ向かった。第7艦隊との航海で横須賀、佐世保、函館を訪問し、沖縄の那覇に停泊した。極東における6ヶ月間の作戦活動および訓練の後、11月7日に真珠湾に帰還した。ハワイ海域での1年間の通常作戦任務の後、1962年12月に再び西太平洋配備の準備を始める。1963年1月15日に真珠湾を出航し6ヶ月間の配備に就く。この配備の間、ワフーは大阪を訪問した。7月15日に任務を完了し、真珠湾での通常の訓練活動を再開した。任務は広範囲オーバーホールのため1963年10月から1964年4月まで中断された。
1964年の夏、ワフーは真珠湾を拠点とする沿岸活動に戻った。しかしながら8月にトンキン湾事件が発生し、ワフーの配備の様相は変更となった。ワフーは11月に極東に戻ると、トンキン湾事件によりアメリカ軍のベトナム戦争への関与は一層増加していた。その結果ワフーは拡張配備の間ベトナム海域への2度の派遣を命じられた。
ワフーは1965年6月にハワイに帰還し、1966年2月まで沿岸での活動を継続、その功績により海軍殊勲部隊章を受章した。1966年の西太平洋における巡航は2月17日に始められ、8月29日に終了した。ワフーは第7艦隊の演習および港湾訪問を完了するとベトナム沖の戦闘地帯に戻った。オアフへの帰還に際して、ワフーは通常任務を再開し、それは17ヶ月に及ぶ広範囲オーバーホールで中断された。このオーバーホールでは新型の PUFFS パッシブソナー・システムが収納するため、ワフーの船体は15フィート延長された。
オーバーホールは1968年6月後半に完了し、回復訓練の後真珠湾沖での沿岸活動を再開した。1969年2月11日、ワフーはオアフ島を出航し8度目の極東展開に赴く。配備では短期間のベトナム戦闘地帯への巡航を含み、それ以外の期間は極東の港湾訪問および第7艦隊との演習に従事した。
8月14日に真珠湾へ帰還すると、ハワイ諸島で通常の訓練スケジュールを再開した。9度目の太平洋西部における配備は1970年4月1日に始められた。4月の最終週、再びベトナム戦闘地帯に短期の巡航を行う。しかしながら残りは前の配備のように第7艦隊との通常作戦任務に費やした。ワフーは10月21日に真珠湾へ帰還しオーバーホールに入る。作業は1971年6月1日に完了した。
オーバーホールを終了すると同時に真珠湾を出航し、ワフーは新たな母港のカリフォルニア州サンディエゴに向かった。途中オレゴン州ポートランドおよびブリティッシュコロンビア州バンクーバーを訪問した。その後6月26日にサンディエゴに到着し、南部カリフォルニア海岸沿いに訓練および他の沿岸活動を開始した。しかしながら、母港の変更は太平洋西部における配備の終了を意味するものではなかった。次の配備では韓国の鎮海および釜山を訪問し、韓国海軍艦艇と共に作戦活動に従事した。配備の後半には台湾を訪問し、台湾海軍との相互の対潜水艦戦演習を行う。配備は1972年4月28日にサンディエゴで完了した。5月に水上艦艇および航空機との短期の演習を数度行い、その後3ヶ月間のオーバーホールのためハンターズ・ポイント海軍工廠に入渠した。作業は9月半ばに終了し任務に復帰、ワフーは沿岸での定時訓練、水上艦および航空機との対潜水艦演習、水雷および機雷の評価試験を年末まで行った。
1973年2月16日にサンディエゴを出航し、第7艦隊との11回目の配備に向かった。平時の任務において、再び行われた韓国海軍および台湾海軍との相互演習がハイライトとなった。しかしながら今回は日本の海上自衛隊との対潜水艦戦演習も含まれた。ワフーは8月14日にサンディエゴに帰還し、南カリフォルニアでの作戦活動を再開、この任務におけるハイライトは潜水艦同士の戦闘訓練であり、その中には魚雷発射訓練も含まれた。1973年の大半と1974年の前半5ヶ月は沿岸での活動で占められた。1974年6月14日にメア・アイランド海軍造船所に入渠し拡張オーバーホールが行われた。作業は1975年7月まで続き、7月23日にオーバーホール後の海上公試を完了、ワシントン州シアトルでの「シー・フェアー」を訪問した後太平洋北西部において兵装システムおよび電子機器の正確性確認の公試を行い、8月28日にサンディエゴに帰還した。その後沿岸での活動を再開し、その中には11月に行われた新任艦長のための訓練艦としての巡航および12月の回復訓練も含まれた。多忙なスケジュールは1976年4月初めまで続いた。
4月2日、第7艦隊との配備を再開するためワフーはサンディエゴを出航した。この任務には第7艦隊との演習および韓国海軍部隊との相互演習、海兵隊および韓国海軍と共同で行われたシールズの訓練が含まれた。配備は9月8日に完了し帰国の途に就く。10月初めにサンディエゴに帰還し、南カリフォルニア沿岸での作戦活動を再開した。
1977年9月6日、ワフーは大西洋艦隊に転属となりサンデイエゴを出航した。パナマ運河、コロンビアのカルタヘナ、フロリダ州マイアミ、ジョージア州サバンナを経由し、10月15日にコネチカット州ニューロンドンに到着した。11月1日、ワフーは姉妹艦のトラウト (USS Trout, SS-566) を入手予定であるイラン海軍の乗組員の訓練を開始した。訓練は翌78年の夏まで続けられ、その中には78年初めに行われた演習「ReadEx 1-78」を支援するためのカリブ海への6週間の巡航も含まれた。1978年7月6日、ワフーはフィラデルフィア海軍造船所で、イラン海軍へ貸与のための拡張オーバーホールに入った。これらの計画は1979年3月1日に発生したイラン革命によって全てキャンセルされた。ワフーは1980年6月27日に退役し、他国で就役する同級潜水艦のため部品が取り外された。ワフーは1983年7月15日に除籍され、1984年11月にスクラップとして売却された。
ワフーはベトナム戦争の戦功で3個の従軍星章を受章した。